# De Lamberts de Cortenbach

De Lamberts de Cortenbach (in België: De Lamberts-Cortenbach) was een geslacht waarvan een tak tot de Nederlandse adel behoorde en een andere tak tot de Belgische adel. Beide takken stierven uit: de Nederlandse in 1872, de Belgische in 1978.

## Geschiedenis

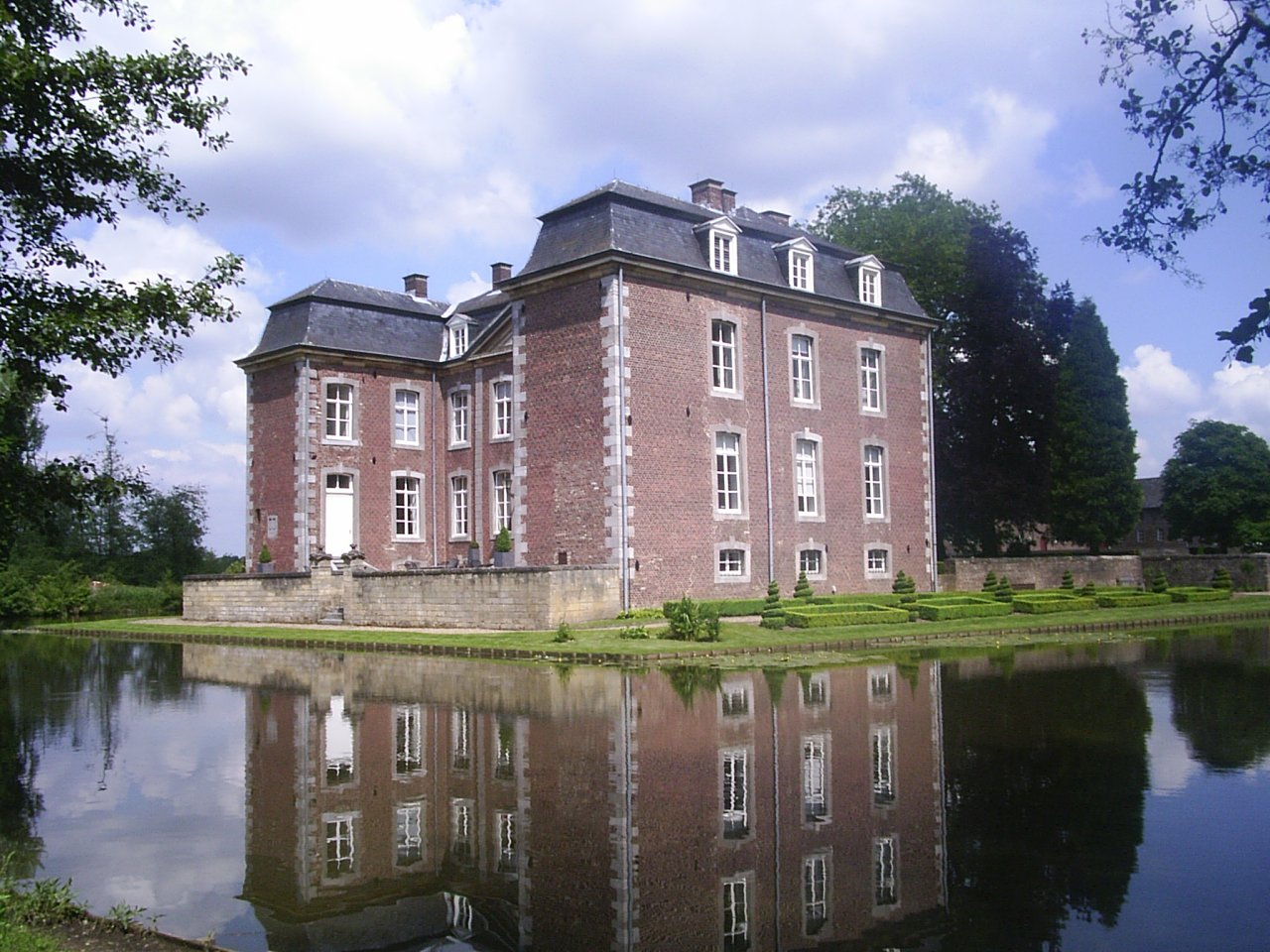
Het kasteel van Cortenbach

In Aken woonde de handelaar Ferdinand Lamberts. Zijn achterkleinzoon Herman de Lamberts werd in 1682 heer van Cortenbach en werd 1686 ridder van het Heilige Roomse Rijk. Hij vestigde zich in de Zuidelijke Nederlanden. 
- Leonard Joseph de Lamberts-Cortenbach (° 1686), zoon van Herman, kocht in 1733 het kasteel Vaalsbroek in Vaals. Hij trouwde achtereenvolgens met Ermelinde de Surlet en Georgine d'Aspremont Lynden. 
  - Zijn zoon Anton Ulrik (° 1716) trouwde met gravin de Méan. 
    - Georges-Xavier de Lamberts, kapitein in Spaanse dienst, heer van Cortenbach, kapitein in Spaanse dienst, raadslid in de stad Aken, was getrouwd met Marie-Anne de Veyder-Malberg. Zij waren de ouders van de verschillende zonen die de revolutiejaren doormaakten. Het ging om:
      - Marie Ernest Pierre Anne Joseph de Lamberts de Cortenbach (Herve, 23 januari 1768 - Voerendaal, 20 april 1845), werd in 1816, ten tijde van het Verenigd Koninkrijk der Nederlanden in de erfelijke adel erkend, met de titel baron, overdraagbaar bij eerstgeboorte. Hij was kasteelheer van Cortenbach en was tijdens het Belgisch bewind korte tijd burgemeester van Voerendaal (1836-1839). Getrouwd met Marie-Elisabeth de Steijn, verkoos hij in 1842 het Nederlandse staatsburgerschap aan te nemen en verdween uit de Belgische adel.
      - Frederic Ernest Joseph de Lamberts-Cortenbach (Herve, 12 februari 1774 - Ramegnies-lez-Quevaucamps, 7 december 1861), luitenant-kolonel bij de Gardes Wallonnes, was onder het Franse keizerrijk gelegerd in Barcelona. In 1816 werd hij erkend in de erfelijke adel met de persoonlijke titel baron en benoemd in de Ridderschap van de provincie Luik.
      - Henri de Lamberts-Cortenbach werd vermoord in Catalonië.
      - Gobert de Lamberts-Cortenbach, gesneuveld in de Slag bij Linz.
      - Werner de Lamberts-Cortenbach (1 augustus 1775 - 1 september 1849) werd geboren op het kasteel van Crèvecoeur. In 1790 vocht hij met het leger van Brabantse patriotten, in 1791 werd hij luitenant in het Beiers leger en in 1800-1801 sloot hij aan bij het Franse leger. Nadien trok hij zich uit de militaire activiteiten terug. In 1815 werd hij gemeenteraadslid van Sint-Truiden. In tegenstelling tot zijn broer Frederic vroeg hij geen erkenning in de erfelijke adel. Dat deed hij evenmin na 1830, alhoewel hij een besliste voorstander was van de Belgische Revolutie. Op 29 september 1830 werd hij door het Voorlopig Bewind benoemd tot gouverneur van de provincie Oost-Vlaanderen. Op 3 januari 1831 nam hij het ambt op en hij had het behoorlijk lastig in een stad die hoofdzakelijk orangistisch gezind was. Zijn grootste bestuursdaad was het neerslaan van de poging tot staatsgreep van kolonel Ernest Grégoire.

Werner werd wel als tamelijk zelfstandig tot zelfs eigengereid beschouwd en in september 1834 werd hij uit Gent verwijderd door zijn benoeming tot gouverneur van de provincie Limburg. Toen hij in 1843 met pensioen werd gestuurd, gebeurde dit eveneens zonder voorafgaande bespreking en tegen de zin van de Lamberts. Hij was getrouwd met Marie-Thérèse de Bex en ze kregen negen kinderen. Hij overleed op het kasteel Terkeelen.

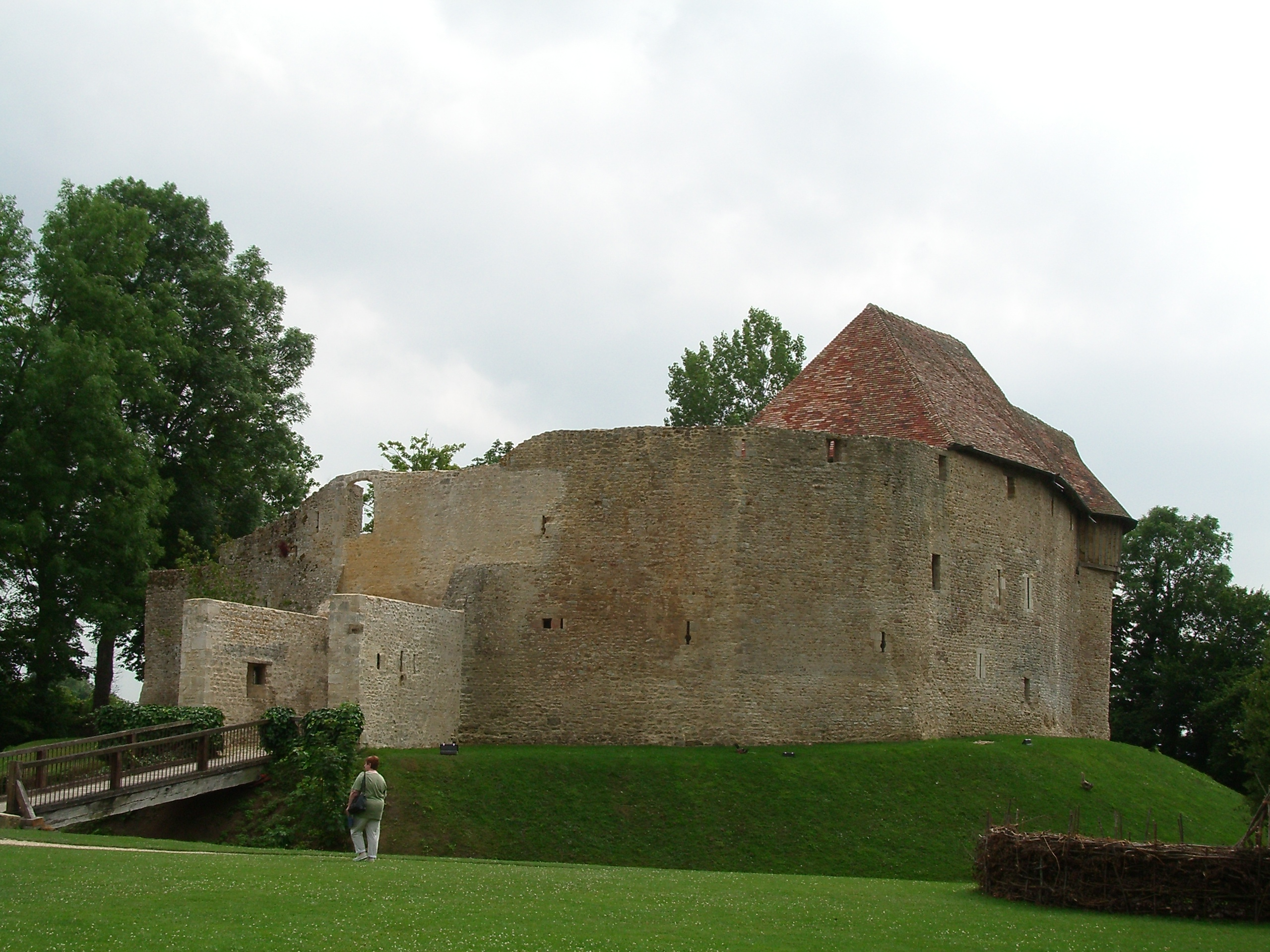
Het kasteel van Crèvecoeur

Vier zonen van Werner de Lamberts-Cortenbach werden in 1861 bevestigd in de adel met verlening van de titel van baron, overdraagbaar bij eerstgeboorte. Dit gebeurde in het verlengde van de vergunning verleend aan hun moeder om de titel barones te blijven dragen. Het is wel een wat raadselachtige toestand, want voor zoveel het is na te gaan, werd haar man na 1815 nooit in de adel erkend.
Het ging om:
- Jean-Chrétien Ferdinand de Lamberts-Cortenbach (Sint-Truiden, 1826 - 1912), arrondissementscommissaris van Leuven. Hij trouwde met Emilie de Foestraets (1832-1890) en ze hadden een zoon, Werner de Lamberts-Cortenbach (1872-1934), provincieraadslid in Limburg, die trouwde met Clotilde du Monceau (1865-1930), met wie hij een dochter had.
- Frédéric de Lamberts-Cortenbach (Sint-Truiden, 1828 - Nandrin, 1908) trouwde met Octavie Halleux (1833-1913). Ze kregen vier kinderen, die ongehuwd bleven.
- Rodolphe de Lamberts-Cortenbosch (Sint-Truiden, 1837 - Maastricht, 1914) trouwde met Hortense Cruts (1836-1903). Ze kregen vijf kinderen maar zonder verdere nakomelingen.
- Léon de Lamberts-Cortenbach (Sint-Truiden, 1842 - Schaarbeek, 1910) trouwde met Pauline de la Barre d'Erquelinnes (1845-1899). Ze kregen een zoon, Leon de Lamberts-Cortenbach (1871-1921), die uit zijn huwelijk twee dochters kreeg.

De Belgische familie de Lamberts-Cortenbach was in 1978 helemaal uitgedoofd.